# Glandulocaudinae
A Glandulocaudinae a sugarasúszójú halak (Actinopterygii) osztályába, a pontylazacalakúak (Characiformes) rendjébe a pontylazacfélék (Characidae) családjába tartozó alcsalád.

## Rendszerezés
Az alcsaládba az alábbi 20 nem tartozik:
- Acrobrycon – 2 faj
- Argopleura – 4 faj
- Chrysobrycon – 2 faj
- Corynopoma – 1 faj
- Diapoma – 2 faj
- Gephyrocharax – 12 faj
- Glandulocauda – 2 faj
- Hysteronotus – 1 faj
- Iotabrycon – 1 faj
- Landonia – 1 faj
- Lophiobrycon – 1 faj
- Mimagoniates – 6 faj
  - Mimagoniates barberi
  - Mimagoniates inequalis
  - Mimagoniates lateralis
  - Mimagoniates microlepis
  - Mimagoniates rheocharis
  - Mimagoniates sylvicola

- Phenacobrycon – 1 faj

- Planaltina – 3 faj
  - Planaltina britskii
  - Planaltina glandipedis
  - Planaltina myersi

- Pseudocorynopoma – 2 faj
  - Pseudocorynopoma doriae
  - Pseudocorynopoma heterandria

- Pterobrycon – 3 faj
  - Pterobrycon landoni
  - Pterobrycon minutus
  - Pterobrycon myrnae

- Ptychocharax – 1 faj

- Scopaeocharax – 2 faj
  - Scopaeocharax atopodus
  - Scopaeocharax rhinodus

- Tyttocharax – 3 faj
  - Tyttocharax cochui
  - Tyttocharax madeirae
  - Tyttocharax tambopatensis

- Xenurobrycon – 4 faj
  - Xenurobrycon heterodon
  - Xenurobrycon macropus
  - Xenurobrycon polyancistrus
  - Xenurobrycon pteropus